# Saha-gu
Saha-gu (koreanisch 사하구) ist einer der 16 Stadtteile von Busan und hat 325.264 Einwohner (Stand: 2019). Es handelt sich dabei um einen der südwestlichen Bezirke der Stadt. Wörtlich übersetzt bedeutet der Name Unterer Sandbezirk. Der Bezirk grenzt im Uhrzeigersinn an die Stadtteile Sasang-gu, Seo-gu und Gangseo-gu.

## Bezirke

Verwaltungseinheiten des Saha-gu

Saha-gu besteht aus acht dong (Teilbezirke), wobei alle bis auf Dangni-dong und Gupyeong-dong in zwei oder vier (Goejeong-dong) weitere dong unterteilt sind. Somit verfügt der Bezirk insgesamt über 16 dong.
- Goejeong-dong (4 administrative dong)
- Dangni-dong
- Hadan-dong (2 administrative dong)
- Sinpyeong-dong (2 administrative dong)
- Jangnim-dong (2 administrative dong)
- Dadae-dong (2 administrative dong)
- Gupyeong-dong
- Gamcheon-dong (2 administrative dong)

## Verwaltung
Als Bezirksbürgermeister amtiert Kim Tae-seok (김태석). Er gehört der Deobureo-minju-Partei an.

## Besonderheiten
Saha-gu wird auch Bunezia oder Venedig Busans genannt.